# 智代After ～It's a Wonderful Life～
《智代After ～It's a Wonderful Life～》是由日本Key所製作並於2005年11月25日發售的Microsoft Windows戀愛冒險成人遊戲。起初是作為成人遊戲發售，之後Key推出刪除色情內容並陸續被移植于PlayStation 2等平台上遊戲《智代After ～It's a Wonderful Life～CS版》。主要描敘《CLANNAD》中智代路線之後續故事。遊戲提供各式各樣不同的預設故事路線，在玩家角色與遊戲角色互動的過程中來決定進入不同的分支劇情。《智代After ～It's a Wonderful Life～》最初版本首次銷售隨即成為日本全國美少女遊戲銷售量排行榜第1名，後續也2次成為排行前50名的遊戲之一。由住吉文子作畫的改編漫畫《智代After～Dear Shining Memories》連載於2007年《Dragon Age Pure》。

## 系統

《智代After ～It's a Wonderful Life～》故事進行時的遊戲畫面，其中女主角坂上智代正在與玩家角色岡崎朋也交談。

《智代After ～It's a Wonderful Life～》是一款戀愛冒險遊戲，玩家扮演角色岡崎朋也。玩家在遊玩時將會花費大多數時間觀看出現在螢幕上的文字敘述、人物對話以及角色心理等，藉由這樣的方式除了讓故事獲得進展外，也可以與遊戲角色對話進行交流。在每次閱讀故事發展以及與其他角色對話後，玩家便有機會能夠在與角色互動時從遊戲提供的數個選項中挑選其中一項，此時遊戲會暫停一會兒以提供玩家依據先前的對話作出決定。遊戲中會有坂上智代與岡崎朋也性交的色情場景，不過Key之後推出無18禁劇情的全年齡版本。玩家在初次遊玩時需要玩出一次AFTER才可以進入名為《鹰文与地下城》（DUNGEONS & TAKAFUMIS）小遊戲。

## 登場人物
岡崎朋也（聲優：中村悠一/新田祐一（PC全年齡、PSP、PS2/小遊戲D&T））
男主角。同時也是有前後關係的作品CLANNAD的主角。與坂上智代交往並同居，在廢品回收公司工作。
坂上智代（聲優：一色光/桑島法子（鍵等））
女主角。朋也之女友。有別於CLANNAD中的強悍形像，本作中特別凸顯其與主角交往後的個性變化。相當關心主角，對小孩子（本作中主要是三島智）總是無法抗拒。
三島智
與母親同住幼稚園學童，也是智代父親與三島侑子之私生女。被其母遺棄於坂上家門前，被鷹文發現。因鷹文得知其為父親之私生女，而又不願因此破壞家庭和諧，故將她帶至朋也的公寓共同生活。很重感情，愛看繪本，不喜歡別人吵架。
坂上鷹文（聲優：涼森Chisato/铃木惠子（PC18禁/PC全年齡、PSP、PS2））
坂上智代之弟。電腦知識非常豐富，把自己的電腦搬到朋也房間後定居下來。
河南子（聲優：涼森Chisato/铃木惠子（PC18禁/PC全年齡、PSP、PS2））
坂上鷹文前女友。個性直率。因不滿母親打算再婚而離家出走，因為要尋找鷹文而被帶回朋也的公寓。於電視動畫《CLANNAD》第六集客串。
岡崎直幸（聲優：谷俊介）
岡崎朋也父親，一人獨立將朋也拉拔成人，然而朋也卻對其態度十分惡劣，兩人之間交流不深；可參考CLANNAD中兩人之生活型態。
三島侑子
三島智母親。基於某些原因放棄三島智的實際撫養權。
春原陽平（聲優：阪口大助）
朋也之舊友。在“事故”發生後曾經來探訪。

## 開發
在于2004年发售了《CLANNAD》之后，Key决定制作一部以其中的一位女主角坂上智代主角的后传游戏。作品的企劃由麻枝准負責，並與樫田Reo負責劇本。相較於《CLANNAD》負責原畫和角色設計，樋上至於《智代After ～It's a Wonderful Life～》中僅負責角色設計，原畫由Fumio負責。麻枝准也與折戶伸治、戶越馬込及I've成員負責音樂。當《智代After》被移植到PlayStation 2後，PC版本工作人員對劇本作很大的修改。

### 推出
Key於2005年11月25日發售可在Windows PC平台運作成人遊戲，標題為《智代After ～初回限定版》（智代アフター 初回限定版）。Key在2009年推出了「KEY 10th MEMORIAL BOX」的紀念盒裝企劃，內容則是收錄包含《智代After》在內共6部適合各個年齡層遊玩的遊戲作品。於2010年4月30日發售《智代After ～It's a Wonderful Life～全年齡對象版》（智代アフター メモリアルエディション全年齢対象版）。Key於2014年9月26日發售成人版本遊戲《智代After ～It's a Wonderful Life～完整版》（智代アフター PerfectEdition）。Visual Art's Motto在2008年5月與Prototype進行合作，推出可以在FOMA手機上運行的行動電話版本，不收錄小遊戲《鹰文与地下城》（DUNGEONS & TAKAFUMIS）。
Prototype於2007年1月25日發售可在PlayStation 2上運作遊戲《智代After ～It's a Wonderful Life～CS版》。可在PlayStation Portable上運作的版本於2009年3月19日發售。可在Xbox 360上運作的版本於2010年9月22日發售。可在PlayStation 3上運作的版本於2012年7月29日發售，該版本隨後於3場活動上販售：2012年C83、2013年9月的東京電玩展2013及為2016年熊本地震的受害者籌集善款活動。可在Android平台上運作的版本於2013年2月27日發售，不收錄小遊戲《鹰文与地下城》（DUNGEONS & TAKAFUMIS）。可在Nintendo Switch平台上運作的版本於2020年9月10日發售，分為日文與英文2種語言

## 音樂
《智代After ～It's a Wonderful Life～》的片头曲和片尾曲各為『Light Colors』和『Life is like a Melody』，均由麻枝准作詞、Lia演唱。游戏的原声带《智代After Original SoundTrack》于2005年11月25日与游戏的初回限定版同捆发售。2005年12月29日，发售，其中收录了《CLANNAD》、《智代After ～It's a Wonderful Life～》中许多歌曲的重混版本。以上各个唱片的发售者均为Key旗下的Key Sounds Label。

## 漫畫
由住吉文子作畫的漫画于2007年4月20日至2007年10月20日在角川書店下的杂志《Dragon Age Pure》连载，漫画的标题也为。漫画于2007年12月6日由富士見書房发售一本单行本。

## 銷售
根據有限公司Peaks曾發行的PC NEWS所公佈的日本全國美少女遊戲銷售量排行榜，《智代After ～It's a Wonderful Life～》在2005年11月25日推出之後，於遊戲銷售量排行榜上保持第1名，之後在2次遊戲銷售量排名各排名第35名以及第36名。《智代After ～It's a Wonderful Life～》在日本美少女游戏与动画相关商品销售网站Getchu.com的2005年销量榜上排名第8。

## 外部連結
- PC版官網（页面存档备份，存于） （日語）
- PS2版官網（页面存档备份，存于） （日語）
- PS3版官網（页面存档备份，存于） （日語）
- Xbox360版官網 （页面存档备份，存于） （日語）
- PSP版官網（页面存档备份，存于） （日語）
- Android版官網 （页面存档备份，存于） （日語）